# 鵜沼町立各務中学校
鵜沼町立各務中学校（うぬまちょうりつ　かかみちゅうがっこう）は、かつて岐阜県稲葉郡鵜沼町（現・各務原市）に存在した公立中学校。

## 概要
- 元は旧・各務村の中学校であった。
- 1961年、鵜沼中学校〈旧〉と統合し、鵜沼中学校の新設により廃校。校舎は鵜沼中学校の統合校舎完成の1962年まで、鵜沼中学校北教室として使用された。
- 村国神社の北東に存在した。跡地は知多鋼業各務原西工場などになっている。

## 沿革
- 1947年（昭和22年）4月1日 - 各務村立各務中学校として開校。各務小学校南校舎を仮校舎とする。
- 1948年（昭和23年） - 新校舎が各務村各務3550に完成。
- 1955年（昭和30年）4月1日 - 鵜沼町と各務村が合併し、鵜沼町が発足。同時に鵜沼町立各務中学校に改称する。
- 1961年（昭和36年）3月31日 - 鵜沼中学校〈旧〉と統合。鵜沼中学校の新設により廃校。統合校舎未完成のため、校舎は鵜沼中学校北教室として使用する。
- 1962年（昭和37年） - 鵜沼中学校の統合校舎が完成し、北教室は廃止。